# Kincheng Banking Corporation
La Kincheng Banking Corporation aussi appelée Kincheng Bank (chinois traditionnel : 金城銀行) était une banque Hongkongaise. Elle fut créée à Tianjin en 1917 par Zhou Zuomin (chinois traditionnel : 周作民, natif de Huaian dans la province de Jiangsu), Ni Sichong (chinois traditionnel : 倪嗣衝, Commandant en Chef de la Province d'Anhui ) et Wang Zhilong (chinois traditionnel : 王郅隆, Trésorier de Ni Sichong). La Kincheng Banking Corporation, la Yien Yieh Commercial Bank, la Continental Bank et la China & South Sea Bank étaient surnommées les Quatre Banques du Nord dans les années 1920 en Chine,.
En 1952, elle fut groupée dans l'Office des Banques Semi-publiques avec 8 autres banques Chinoises. En 2001, elle fut fusionnée au sein de Bank of China (Hong Kong).